# 정남 (정치인)
정남(1941년 9월 19일)~2012년 9월 5일)은 대한민국의 정치인이다. 제11·12대 국회의원을 지냈다.

## 역대 선거 결과
|  | 28.50% |

|  | 24.38% |

|  | 26.97% |

|  | 13.29% |